# Catholicon (diccionario)

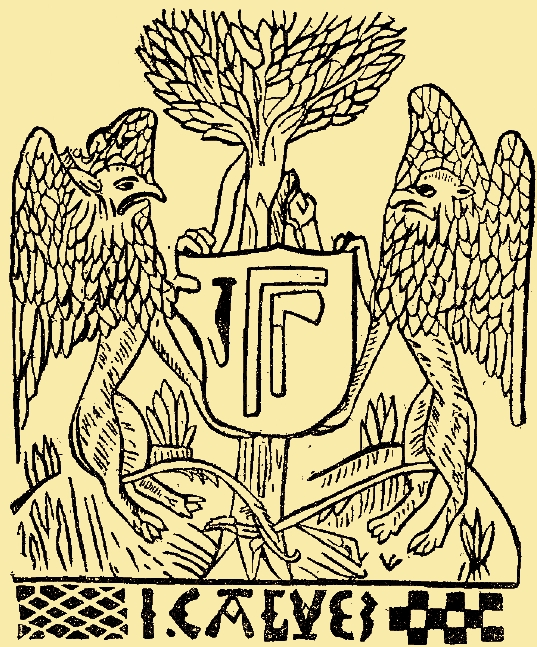
Marca del impresor Jehan Calvez, que figura en la versión incunable del Catholicon bretón en 1499.

El Catholicon (del griego Καθολικόν, 'universal'), incunable —un término reservado para las obras impresas antes de 1500— escrito en bretón, francés y latín, fue el primer diccionario de bretón y el primer diccionario de francés. También fue la primera obra trilingüe publicada en Occidente cristiano. Sus seis mil entradas fueron redactadas en 1464 por Jehan Lagadeuc, clérigo nacido en la manoir de Mézedern, en el Trégor, e impreso por Jehan Calvez el 5 de noviembre de 1499 en Tréguier a iniciativa del maestro Auffret Quoatqueveran, canónigo de la diócesis de Tréguier.
Este Catholicon es referido por algunos historiadores como «Catholicon Armoricum», en referencia a Armórica, el nombre en latín de la región que en la época romana incluía Bretaña. Es un diccionario diferente al «Catholicon Anglicum», que es un diccionario inglés-latín compilado casi al mismo tiempo en Inglaterra. Este Catholicon Armoricum también se distingue del Catholicon de Juan de Génova, un diccionario de finales del siglo XIII escrito en Italia y que le sirvió de referencia.

## Presentación
El trabajo se completó el 16 de agosto de 1464. Este diccionario fue nombrado «Catholicon» por analogía con Catholicon del dominico  Juan de Génova (Johannes Balbus) de Génova, difundido a partir de 1282, en el cual se inspiró Jehan Lagadeuc, siempre guardándose al adoptar el título. Estaba destinado a promover el aprendizaje del latín para los futuros clérigos que ingresaran a la universidad. Las entradas están en bretón porque «les Bretons, en leur très grand nombre, sont largement déficients en français» (los bretones, en su gran mayoría, son en gran parte deficientes en francés), señala en el prólogo.
Un manuscrito se conserva en los fondos latinos de la Bibliothèque nationale de France bajo la signatura «Latin 7656». Está compuesto por 131 páginas escritas a la inversa. Falta alrededor de un tercio de los folletos. Se trata de una copia del original.

## Las ediciones
- 1.ª: 1499 (5 de noviembre) - Jehan Calvez, impresor de Tréguier, imprime por primera vez el Catholicon bretón. Este Catholicon es un incunable.[3]
- 2.ª: principios del siglo XVI, Jehan Corre, sacerdote en la diócesis de Tréguier, hizo imprimir la 2.ª edición del Catholicon bretón después de haber aportado sus modificaciones.
- 3.ª: 1521 (31 de enero) - Yvon Quillévéré, librero y editor en París, imprimió una nueva versión del Catholicon bretón. Léonard de origen, hizo el elogio de Bretaña en su edición.[4]
- 4.ª: 1867 - René-François Le Men, archivista de Finistère, entregó una edición resumida del Catholicon bretón a partir del original que obraba en poder de la ciudad de Quimper (edición de Jehan Calvez de 1499) para la promoción del bretón y para darlo a conocer en el Congreso céltico Internacional celebrado en Saint-Brieuc en octubre de 1867.
- 5.ª: 1975 - Christian-Joseph Guyonvarc'h, profesor honorario de celta en la Universidad de Rennes II, hizo imprimir un facsímil del Catholicon bretón impreso a partir del original en manos de la ciudad de Rennes(edición de Jehan Calvez, 1499). La obra de Guyonvarc'h fue reimpresa en 2005 por Editions Armeline.
- 6.ª: 1977 (5 de diciembre[5]) - Jean Feutren[Nota 1][6][7] realizó la transliteración del Catholicon.

Esta edición fue enriquecida por Jean Feutren con reseñas sobre la obra, sus sucesivas ediciones y las diversas fuentes del diccionario. Fue publicada en 1977 con el prólogo en latín del ejemplar que se utilizó para la edición de 1867 (signatura BNF 7656) y la traducción al francés de la misma. El abad le hahía agregado un pequeño texto personal, L'éloge de la Bretagne par un Léonard, y un facsímil del ejemplar de Quimper. El trabajo crítico está expuesto en dos glosarios y un aparato crítico:
- un glosario francés en el que se agrupan las palabras francesas que aparecen en el Catholicon que ya no se encuentran en los diccionarios contemporáneos o tienen una nueva acepción;
- un glosario bretón de términos no traducidos;
- notas que acompañan a las palabras del glosario francés en las que se intenta dar un significado a los términos que presentan una dificultad;
- notas para explicar las palabras bretona.

- 7.ª: 2001 (15 de septiembre) - Gwennole Le Menn reescribe el Catholicon a partir de diferentes versiones. La versión que hizo imprimir es una fracción de su voluminoso trabajo.